# Широка (притока Кальміусу)
Широ́ка — річка в Україні на території міської ради міста Донецька Донецької області. Права притока річки Кальміусу (басейн Азовського моря).

## Опис
Довжина річки 11 км, похил річки 5,1 м/км, площа басейну водозбору 72,0 км, найкоротша відстань між витоком і гирлом — 7,88  км, коефіцієнт звивистості річки — 1,40. Формується багатьма балками та загатами.

## Розташування
Бере початок на північно-східній стороні від села Луганське. Тече переважно на північний схід через озеро Кірша та через Донецьке море і впадає в річку Кальміус.

## Цікаві факти
- Річку перетинають автошляхи: Н15 (автомобільний шлях національного значення на території України, Запоріжжя — Донецьк.

), Н20 (автомобільний шлях національного значення на території України, Слов'янськ — Донецьк — Маріуполь. Розташований на території Донецької області.
), Т 0508 (автомобільний шлях територіального значення у Донецькій області. Пролягає територією Донецької міськради та Кальміуського району через Донецьк — Старобешеве — Бойківське — Новоазовськ — Сєдове. Загальна довжина — 111,3 км).